# 萬葉線 (公司)
萬葉線株式會社（日语：／）是一家總部位於富山縣高岡市的鐵路公司（日本第三部門鐵道）。該公司設有連接一個電車系統萬葉線。

## 概要
該公司只營運一個電車系統——萬葉線。在該電車系統正式的名稱中，高岡駅停留場至六渡寺站之間的路線名為高岡軌道線，以軌道法管理該路段。在六渡寺站至越之潟站之間的路線名為新湊港線，以鐵道事業法管理該路段。但是兩路線會直通運輸，因此會以「萬葉線」來稱呼整個系統。
曾經大伴家持赴任越中國守，他曾參予編撰《萬葉集》，留下了許多歌。因此高岡軌道線、新湊港線在加越能鐵道（現時：加越能巴士）經營的時代之1980年（昭和55年），已經有「萬葉線」的愛稱。
加越能鐵道曾經表示由於客量減少，加上經營環境惡劣，因此提出把電車線廢除，改為使用巴士服務。但是高岡市和舊新湊市表示希望能夠保留，因此在2001年（平成13年）成立了第三部門公司「萬葉線株式會社」。在2002年（平成14年）2月，加越能鐵道把電車業務轉讓給萬葉線，同年4月1日起新公司正式開始營運。成為了日本首間第三部門公司營運電車路線。
在2004年（平成16年）1月21日起，引入了新型超低地台車輛「MLRV1000形」。
為了吸引觀光客坐搭萬葉線，在2008年7月起的星期六、日及假日，沿線會有來自新湊出身的落語家立川志之輔於車內進行廣播，介紹沿線資訊，因此可以在車廂內聽到獨特的廣播。另外，該獨特的車內廣播不會在「多啦A夢電車」（後述）中播出。另外，於2018年起，公司與Tomytec的鐵道少女合作，吸引了當地人以外的鐵道迷和萌系愛好者前往。在萬葉線登場的角色「吉久越之」1比1紙板設置在萬葉線總部的櫃臺內，也設有印章和販賣相關商品。

## 路線

路線圖

| 中文線名   | 日文線名 | 起點   | 終點   | 距離（公里） |
| ---------- | -------- | ------ | ------ | ------------ |
| 高岡軌道線 |          | 高岡   | 六渡寺 | 8.0          |
| 新湊港線   |          | 越之潟 | 六渡寺 | 4.9          |

### 運行形態
所有列車均相互直通至高岡軌道線和新湊港線。高岡站至越之潟之間的班次每15分鐘一班（早上和晚間30分鐘一班）。早上繁忙時間設有從米島口到發的列車，早上和晚上設有行走於米島口至中新湊之間和高岡站至中新湊之間的區間列車。從高岡站的尾班車在晚上11時出發（星期日沒有該班次）。

## 使用狀況

### 運輸業積
摘錄自管內鐵軌道事業者運輸成績（國土交通省北陸信越運輸局）

## 車輛
以下列表萬葉線現有車輛和過去曾擁有的車輛。*代表是設有空調設備。

### 現有車輛
- De7070型（日语：加越能鉄道デ7000形電車）
  - De7071*、De7073*、De7074、De7075、De7076

1967年製造。7000形和7060形基本上相同，兩型號電車分別在於設計上，側面中間的車長小窗，以及車窗位置。De7073在2009年12月26日至2016年夏前的車身塗上了特別塗裝，車長正面繪描了貓，側面繪描了地支的動物（十二生肖），該電車名為「動物電車」[10]。後來為了電影《愛，不由自主（日语：ナラタージュ）》（2017年上映），把電車塗上了舊加越能鐵道的顏色[11]，直至2020年4月5日為止。在這個期間的2019年5月至10月，為了紀念改日本元號為「令和」，因此當時電車的名稱定為「萬葉「令和」號」[5][12]。
- MLRV1000型（愛Tram，アイトラム）
  - MLRV1001-a・b*、MLRV1002-a・b*、MLRV1003-a・b*、MLRV1004-a・b*、MLRV1005-a・b*、MLRV1006-a・b*

2003年至2004年和2006年至2009年之間製造。該電車是超低地台構造，以2卡編成。2012年起1抽列車變成了「多啦A夢電車（日语：万葉線MLRV1000形電車#ドラえもんトラム）」[13][14][15]。
- 6000型（日语：万葉線6000形ディーゼル機関車）（MCP300）（掃雪機）
  - 6000

在2012年由新潟運輸系統製造。該車輛為凸型內燃機組動力車，車輛靠近越之潟一側設有柴油發動機。隨著車輛引入至萬葉線，部分電車司機考獲了「乙種內燃車」的駕駛執照。

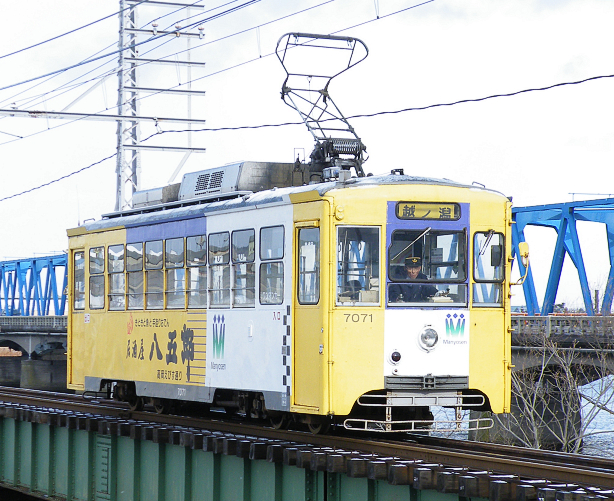
De7070（2008年12月）
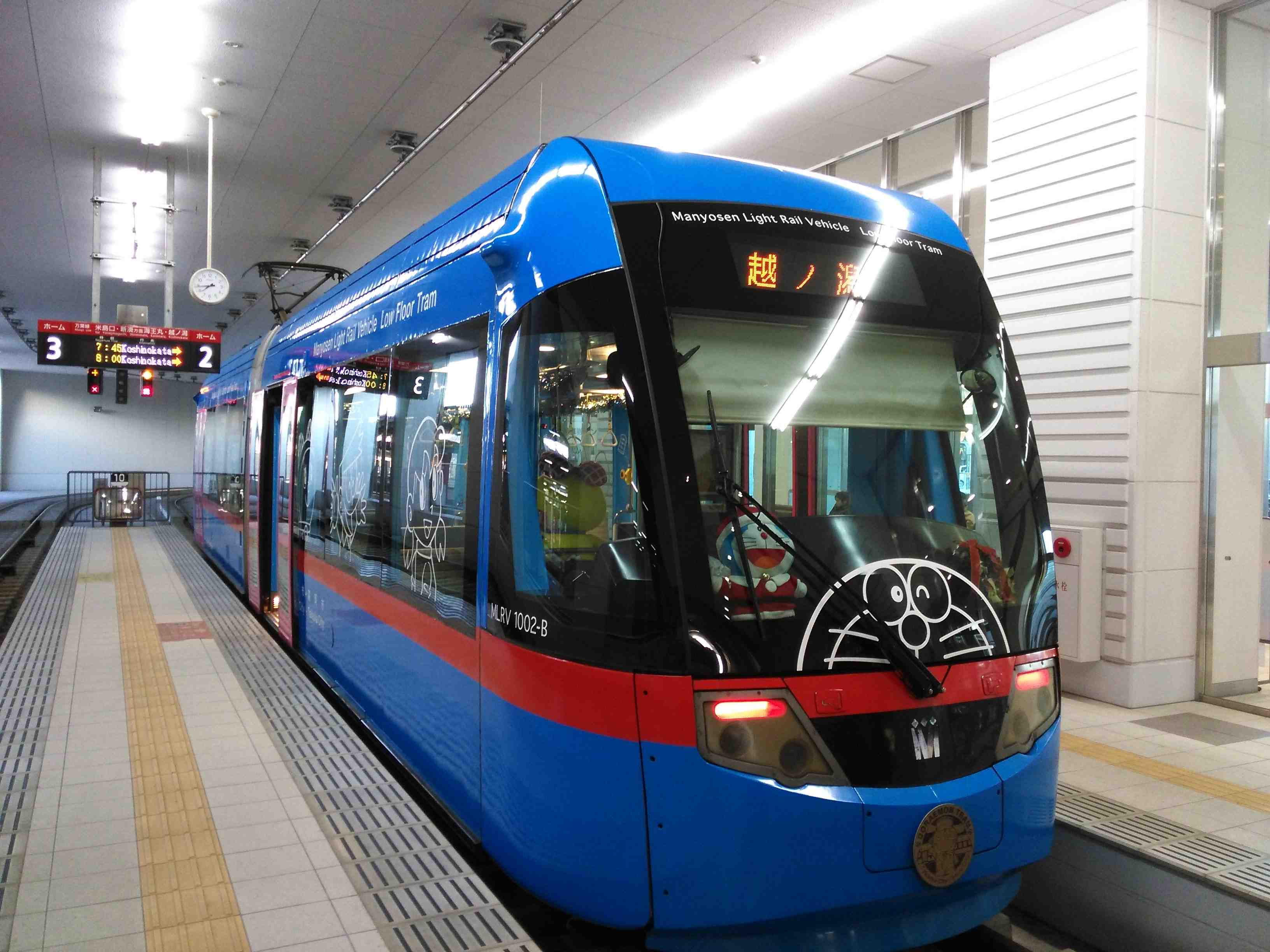
MLRV1000形 多啦A夢電車（2015年12月）
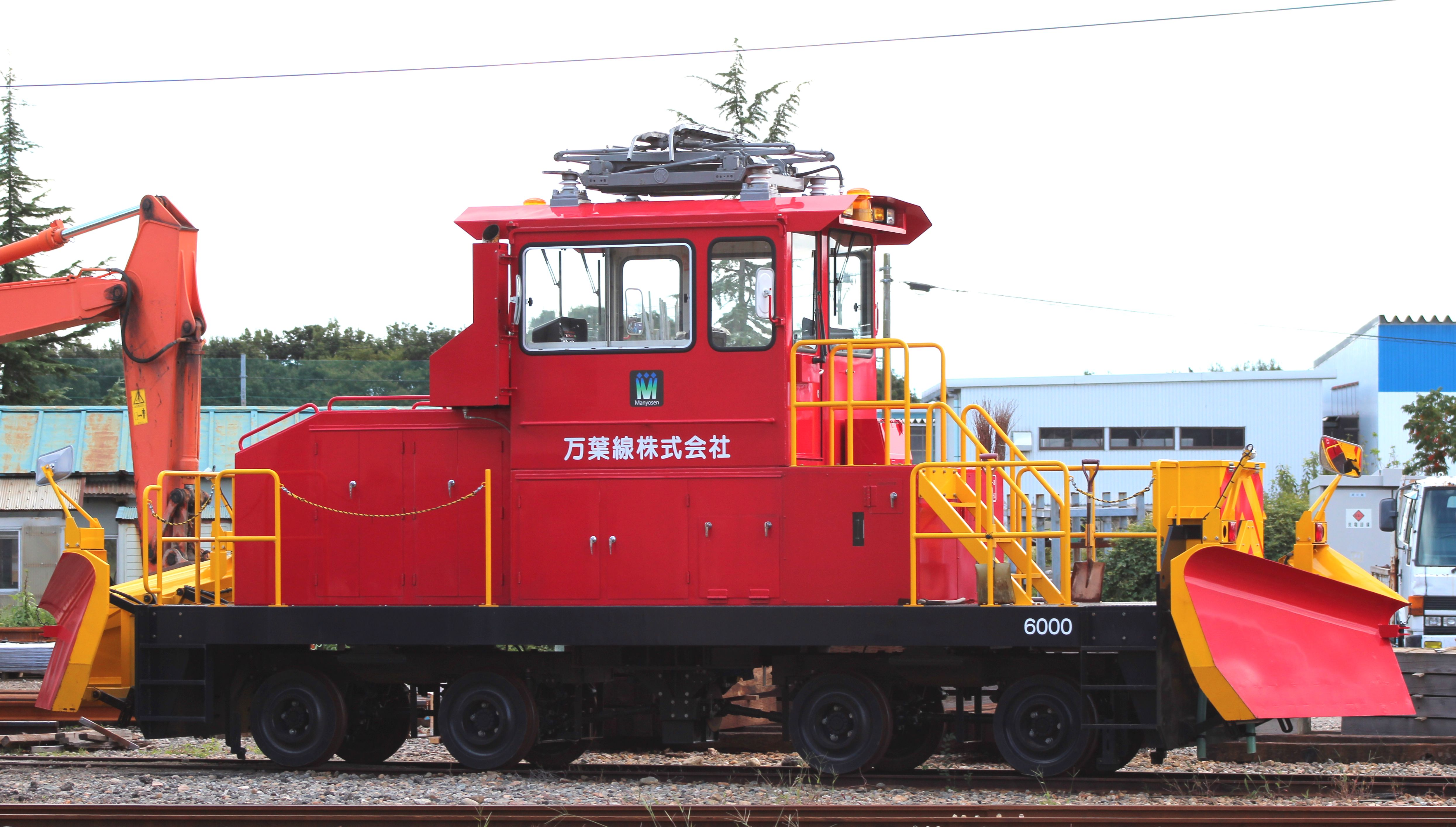
6000形 掃雪機 （2014年9月）

### 過去曾擁有的車輛
- De7000形（日语：加越能鉄道デ7000形電車）
  - De7051、De7052、De7053

在1961年製造。與富山地方鐵道7000形電車（日语：富山地方鉄道7000形電車）相同型號，車門在車輛的兩端。另外，此型號的車輛編號會由50開始編排，這是由於當時射水線會駛入萬葉線，該路線上也有7000形的電車。因此也會稱為「7050形」。
- De7060形（日语：加越能鉄道デ7000形電車）
  - De7061、De7062

在1965年製造。與富山地方鐵道7000形電車相同型號，曾經射水線駛入萬葉線時設有連結專用的連結器，因此可與射水線電車連結和控制其列車。並與其他同型號列車作區別。
- De7070形（日语：加越能鉄道デ7000形電車）
  - De7072

在1967年製造。第一代動物電車。在加越能鐵道時代的1994年，當時提出了保留問題的時期，加越能鐵道向公開招募車身塗裝設計，當時選中了一名小學5年級女生，她描繪了十二生肖和貓。
- De5010形（日语：富山地方鉄道デ5010形電車）
  - De5022

1950年製造[16]。曾經為射水線的主力車輛，當時車輛行走於高岡站前至富山市內之間（直通運輸）。在1966年射水線斷開路段時，包括5022之內14輛電車轉移至加越能旗下車隊。在1967年，De7070形6輛電車竣工，De5027 - 30、37 - 40共8輛電車由富山地方鐵道接收，5021 - 26共6輛電車由加越能鐵道接收。在1971年，伏木線廢止後，由於車輛過剩，因此除了5022外其他車輛被退役。5022於同年改造為除雪機[16]。該車輛增加2台電動機，馬力增強至共有38kW×4台。車內機械部分灑上了防凍液（氯化鈣），車輛前後加設了雪犁。在1992年車輛退下火線，變成了一台只可移動的機械，當時車齡已經有60年以上，難免車輛會老化。在2012年最後一次在路軌上行走。但是，由於此車輛為最後一架現存的De5010形，因此被視為產業遺產並予以保存。在進行修復工程後，於2018年10月13日起在高岡市吉久的「TEK小公園」中展示[16][17]。

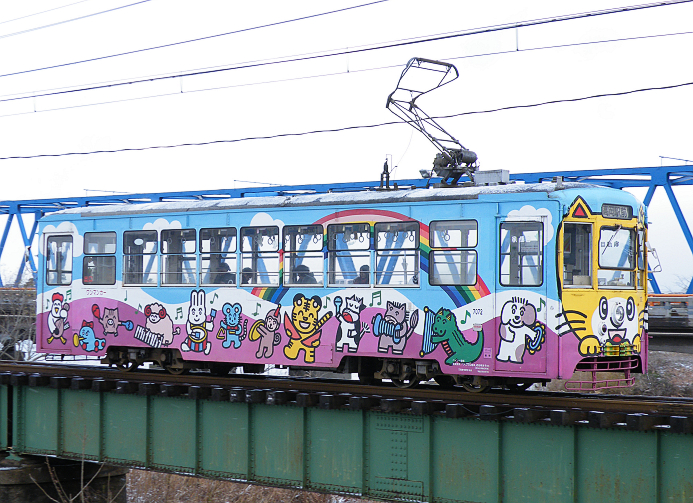
De7072「動物電車」（2008年）
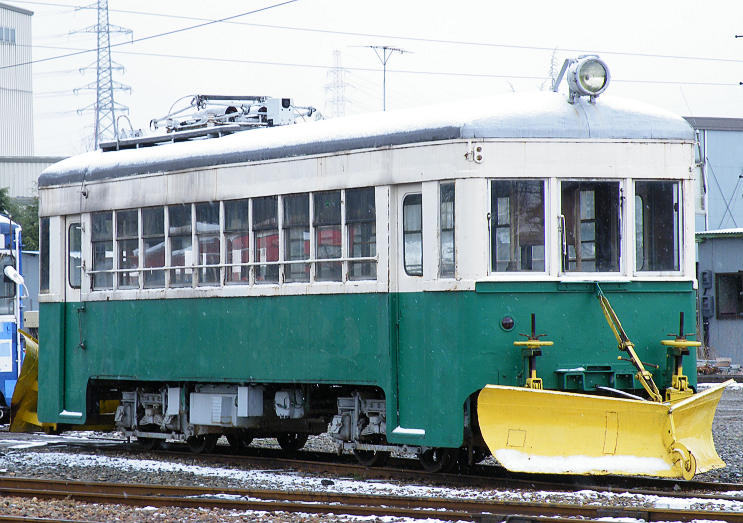
De5010 加上了除雪用的雪犁（2008年）

## 注腳
1. 1 2 3 4 5 6   (PDF). 射水市. 2018-06-01  [2019-01-12]. （原始内容存档 (PDF)于2020-09-22） （日语）.
2. 1 2 3 4  第17期決算公告，2019年（平成31年）1月10日付「官報」（號外第5號）63頁。
3. ↑  会社情報 （页面存档备份，存于）（日語） - 萬葉線
4. ↑  令和元年度鐵道要覧
5. 1 2 3  . MyNavi新聞. 2019-04-25  [2019-08-10]. （原始内容存档于2021-09-17） （日语）.
6. ↑  . RAIL FAN (鐵道友之會). 2002-08-01, 49 (8): 15 （日语）.
7. 1 2  . 高岡市観光ポータルサイト たかおか道しるべ. 2013-01-08  [2019-02-24]. （原始内容存档于2021-09-17） （日语）.
8. 1 2 3 4  . 富山新聞. 2021-06-05  [2021-06-05]. （原始内容存档于2021-06-05） （日语）.
9. ↑  管内鉄軌道事業者輸送実績 （页面存档备份，存于）（日語）
10. ↑  森口将之『2月22日は｢猫の日｣全国各地を走るネコ列車』 （页面存档备份，存于）（日語） - 東洋經濟Online，2018年2月22日
11. ↑  映画「ナラタージュ」のロケ地マップはこちらです！ （页面存档备份，存于）（日語） - 高岡市観光ポータルサイト「たかおか道しるべ」、2017年9月25日
12. ↑  . 北陸新幹線で行こう!北陸・信越観光ナビ（北日本新聞）. 2019-04-27  [2019-08-10]. （原始内容存档于2021-09-17） （日语）.
13. ↑  . スポーツ報知. 2014-12-15  [2019-08-10]. （原始内容存档于2021-09-17） （日语）.
14. ↑  . 日本経済新聞. 2018-07-03  [2019-08-10]. （原始内容存档于2021-09-17） （日语）.
15. ↑  . ねとらぼ. 2018-11-30  [2019-08-10]. （原始内容存档于2021-09-17） （日语）.
16. 1 2 3  . 北陸新幹線で行こう!北陸・信越観光ナビ（北日本新聞）. 2018-09-15  [2019-02-24]. （原始内容存档于2021-09-17） （日语）.
17. ↑  北日本新聞 2018年9月15日付32面《県内駆け60年「デ5022号」復元 唯一の車両 来月展示 高岡市衛生公社 公園整備》。

## 外部連結
- 萬葉線株式會社 （页面存档备份，存于）（日語）
- 萬葉線株式會社的X（前Twitter）